# Гипс
Гипс је врло мекан минерал, по хемијском саставу калцијум-сулфат дихидрат, . Када се хидратише, анхидрован прах калцијум-сулфат, , рекристалише и ствара чврсту масу која се користи у грађевинарству.
Широко се копа и користи се као ђубриво и као главни састојак у многим облицима гипсаног малтера, креде за таблу/тротоаре и суве зидове. Масивна финозрнаста бела или благо обојена сорта гипса, названа алабастер, коришћена је за скулптуру у многим културама, укључујући Стари Египат, Месопотамију, Стари Рим, Византијско царство и нотингемске алабастре средњовековне Енглеске. Гипс такође кристалише као провидни кристали селенита. Он се формира као минерал евапорит и као продукт хидратације анхидрита.
Мосова скала тврдоће минерала дефинише гипс као вредност тврдоће 2 на основу поређења тврдоће огреботина.

## Етимологија и историја
Реч гипс је изведена од грчке речи γύψος (gypsos), „гипс“. Пошто су каменоломи париског округа Монмартр дуго давали спаљени гипс (калцинисани гипс) који се користио у различите сврхе, овај дехидрирани гипс постао је познат као париски гипс. Након додавања воде, и проласка неколико десетина минута, париски гипс поново постаје обичан гипс (дихидрат), што доводи до стврдњавања материјала на начине који су корисни за ливење и грађевинарство.
Гипс је на староенглеском био познат као spærstān, "камен копља", што се односи на његове кристалне избочине. (Дакле, реч спар у минералогији је произашла из поређења са гипсом, и односи се на било који минерал или кристал који формира шиљке налик копљу). Средином 18. века, немачки свештеник и земљорадник Јохан Фридерих Мајер је истражио и објавио употребу гипса као ђубрива. Гипс може деловати као извор сумпора за раст биљака, а почетком 19. века сматран је готово чудесним ђубривом. Амерички фармери су били толико вољни да га набаве да је еволуирала жива шверцерска трговина са Новом Шкотском, што је резултирало такозваним „гипсаним ратом“ 1820. године. У 19. веку је био познат и као кречни сулфат или сулфат креча.

## Физичка својства
Гипс је умерено растворљив у води (~2,0–2,5 g/l на 25 °) и, за разлику од већине других соли, показује ретроградну растворљивост, постајући мање растворљив на вишим температурама. Када се гипс загреје на ваздуху, он губи воду и прво се претвара у калцијум сулфат хемихидрат (басанит, који се често једноставно назива „гипс”) и, ако се даље загрева, у безводни калцијум сулфат (анхидрит). Као и код анхидрита, растворљивост гипса у сланим растворима такође снажно зависи од концентрације  (обичне кухињске соли).
Структуру гипса чине слојеви јона калцијума (Ca2+) и сулфата (SO
42-
) који су чврсто повезани. Ови слојеви су повезани слојевима анјонских молекула воде преко слабије водоничне везе, што даје кристалу савршено цепање дуж листова (у равни {010}).

## Кристални варијетети
Гипс се у природи јавља у облику спљоштених и често удвојених кристала, и провидних, цепавих маса званих селенит. Селенит нема значајан садржај селена; него су обе супстанце добиле назив по старогрчкој речи за Месец.
Селенит се такође може појавити у свиленкастом, влакнастом облику, у ком случају се обично назива „сатенски спарт”. Коначно, он може бити зрнаст или прилично компактан. У узорцима величине руке, може бити у распону од провидног до непрозирног. Веома фино зрнасти бели или благо обојени варијетет гипса, назван алабастер, цењен је за разне украсне радове. У сушним областима, гипс се може појавити у облику цвета, обично непрозирног, са уграђеним зрнцима песка званим пустињска ружа. Такође формира неке од највећих кристала пронађених у природи, дужине до 12 m (39 ft), у облику селенита.

## Појава
Гипс је уобичајен минерал, са дебелим и обимним слојевима евапорита у комбинацији са седиментним стенама. Познато је да се депозити јављају у слојевима још од архејског еона. Гипс се таложи из језерске и морске воде, као и у врелим изворима, из вулканских испарења и раствора сулфата у венама. Хидротермални анхидрит у венама се обично хидрира до гипса подземним водама у изложеностима близу површине. Често се повезује са минералима халитом и сумпором. Гипс је најчешћи сулфатни минерал. Чисти гипс је бео, али друге супстанце које се налазе као нечистоће могу дати широк спектар боја локалним наслагама.
Пошто се гипс временом раствара у води, гипс се ретко налази у облику песка. Међутим, јединствени услови Националног парка Вајт Сендс у америчкој држави Нови Мексико створили су 710 km2 (270 sq mi) пространство белог гипсаног песка, довољно да снабдева америчку грађевинску индустрију гипсаним плочама током 1.000 година. Комерцијална експлоатација ове области, којој су се становници овог подручја оштро противили, била је трајно спречена 1933. године када је председник Херберт Хувер прогласио гипсане дине заштићеним националним спомеником.
Гипс се такође формира као нуспроизвод оксидације сулфида, између осталог оксидацијом пирита, када створена сумпорна киселина реагује са калцијум карбонатом. Његово присуство указује на оксидационе услове. Под условима редукције, сулфати које садржи могу да се редукују назад у сулфид бактеријама које редукују сулфат. Ово може довести до акумулације елементарног сумпора у формацијама које садрже нафту, као што су слане куполе, где се може ископати помоћу Фрашовог процеса. Термоелектране које сагоревају угаљ са одсумпоравањем димних гасова производе велике количине гипса као нуспроизвод из чистача.
Орбиталне слике са Орбиталног истраживача Марса (МРО) указују на постојање гипсаних дина у северном поларном региону Марса, што је касније на нивоу тла потврдио Ровер за истраживање Марса (МЕР) Опортјунити.

## Хемијски састав
CaSO4 + топлота → CaSO4 (пара)
(CaSO4.
CaSO4 → CaSO4 Ова реакција је егзотермна.

## Употреба
Гипс се највише користи као грађевински материјал, за попуњавање већих рупа на зидовима и плафонима или за прављење и фуговање гипс-картонских плоча.

## Галерија
- Кристали у Пећини кристала у Мексику. Особа доле десно може послуђити за стицање утиска о размерама.
- Кристали који су се формирали док је вода испаравала у језеру Лусеро, национални парк Вајт Сендс.
- Вене у муљевима/лапорима чајно зеленог и сивог лапора, Блу Анкор, Сомерсет, Уједињено Краљевство.
- Вене у државном парку и стази Капрок кањон, Тексас.
- Изузетно фини кристали Националног парка Вајт Сандс.